# Citroën CX

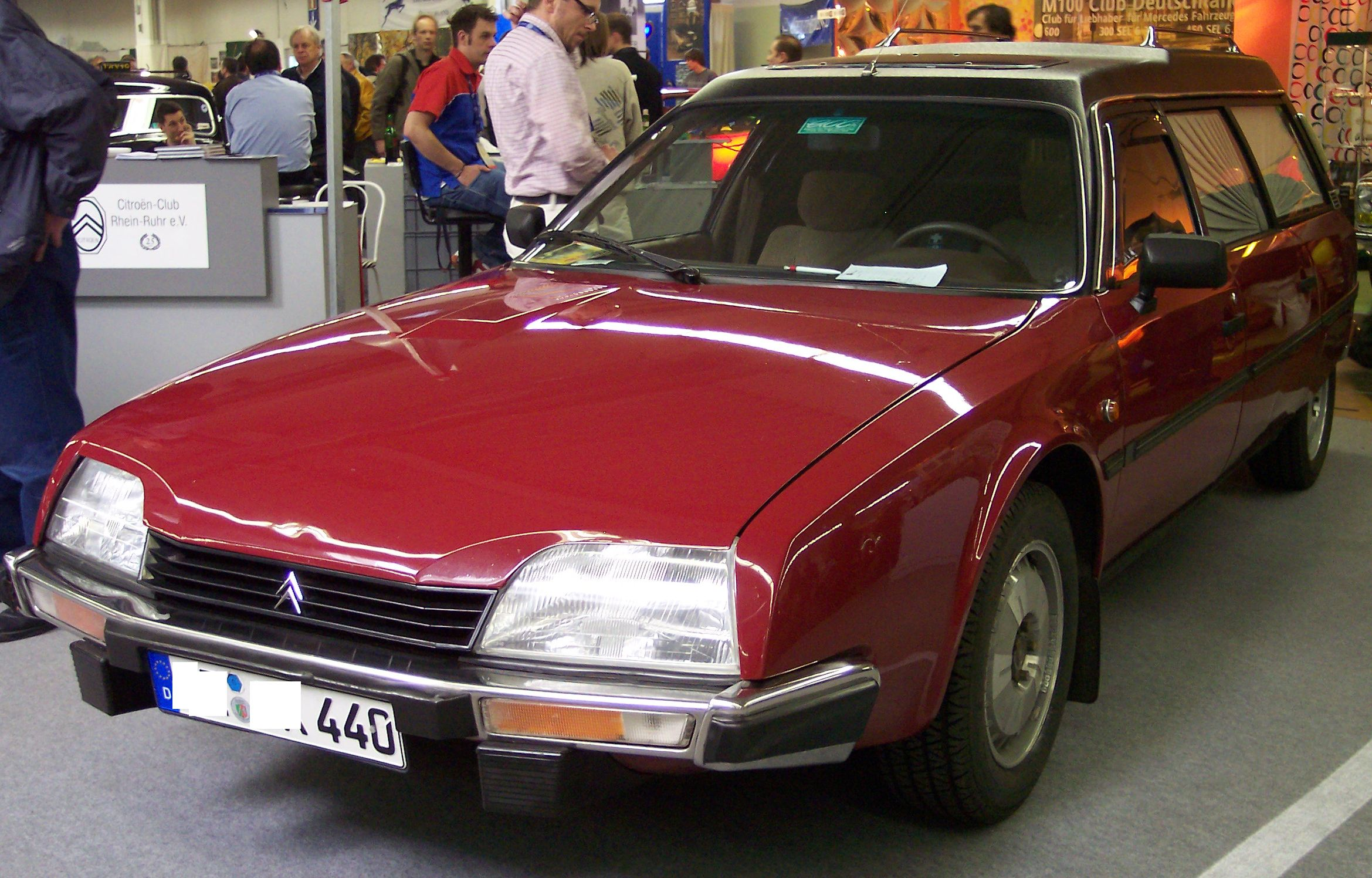
Citroën CX Break.

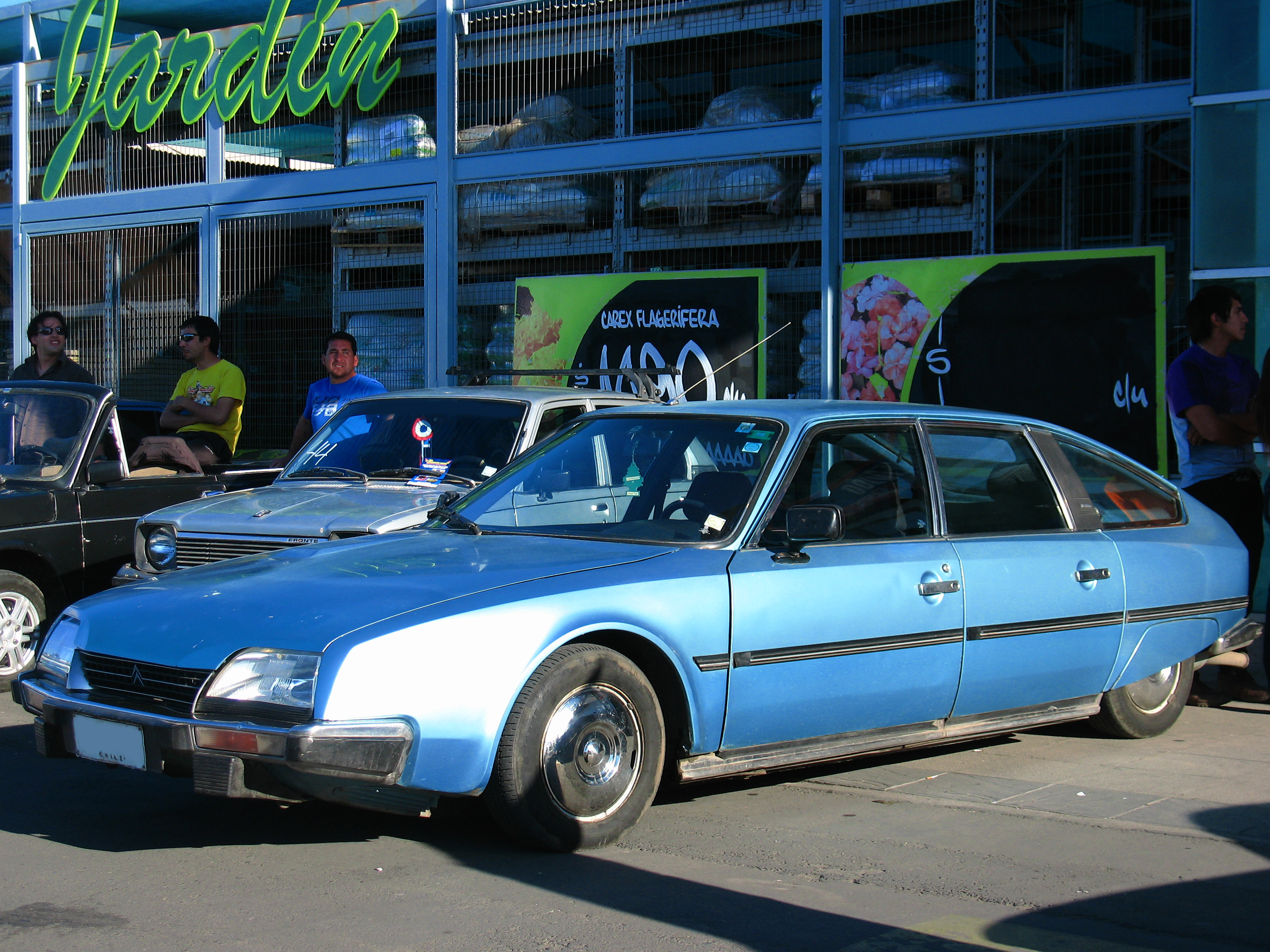
1983 CX construido en Chile.

El Citroën CX es un automóvil del segmento E producido por la marca francesa Citroën entre los años 1974 y 1991. Más de un millón de unidades fueron vendidas durante sus 18 años de producción. El CX fue elegido Coche del Año en Europa en 1975 además de recibir otros galardones. Su coeficiente aerodinámico, un hito en la época, era de 0,35. De ahí le viene el nombre heredado.
En 1969 el centro de estudios Citroën comienza a realizar el estudio y las maquetas del que será el vehículo de lujo de la marca (o de más elevado status) para suceder al ID, el sucesor debía contener sus dimensiones con el DS pero mantener el espacio interior, más confort y mejor aislamiento acústico. Pero donde realmente destaca es en su confort de marcha. Podríamos afirmar que es uno de los coches más cómodos y confortables del mundo gracias a su suspensión hidroneumática única en el mundo. 
El primer prototipo similar al CX real se presentó en 1971, pero fue en septiembre de 1974 cuando se presentó el Citroën CX al público en el Salón del Automóvil de París, con motores de carburación de 2000 y 2400 cc. Se construyeron unos pocos con motor rotativo, pero rápidamente fue discontinuado por su alto consumo y baja fiabilidad.
El CX destaca por su afilado morro y su presencia imponente, sobre todo la versión familiar. Esta versión, también denominada break medía 25 cm más que la berlina, alcanzando una longitud total de 490 cm. Fue el primer Citroën fabricado con motor transversal. 
El responsable del diseño del CX fue Robert Opron, también creador de los Citroën GS y Citroën SM. Su línea sigue el diseño aerodinámico clásico en forma de gota de agua truncada o Kammback conocido desde los años 30 pero no aplicado masivamente hasta los años 70 por condicionantes de diseño. 
Su espacio interior y habitabilidad era de lo mejor de la época, gracias a sus generosas dimensiones, que hacían factibles unos asientos que parecían auténticos sillones de salón.La instrumentación, muy clara, accesible y de fácil lectura, un volante de un solo radio y en donde la consola central tomaba forma de ángulo hacia adentro, facilitando también más espacio para incluir mayor información de un solo vistazo.
Esta ergonomía y comodidad ya venía heredada de otros coches de la marca como el Citroën GS.
A lo largo de todos estos años se añaden innumerables versiones, todas bastante potentes (pasando de los 2L), incluidas versiones diésel.
17.199 fueron construidos en la fábrica de Vigo.
En Latinoamérica se fabricó desde el año 1978 en la planta Citroën de Arica en Chile, comenzando con el CX 2000 (102 hp) super hasta culminar con el completamente equipado CX 2400 (128 hp) el año 1983, que incluso se ofrecía en versión automática.